# Lemberg pri Novi Cerkvi
Lemberg pri Novi Cerkvi je naselje u slovenskoj Općini Vojniku. Lemberg pri Novi Cerkvi se nalazi u pokrajini Štajerskoj i statističkoj regiji Savinjskoj. 

## Stanovništvo
Prema popisu stanovništva iz 2002. godine naselje je imalo 119 stanovnika.